# Epeolus assamensis
Epeolus assamensis är en biart som beskrevs av Meade-waldo 1913. Epeolus assamensis ingår i släktet filtbin, och familjen långtungebin. Inga underarter finns listade i Catalogue of Life.